# FM-sändare

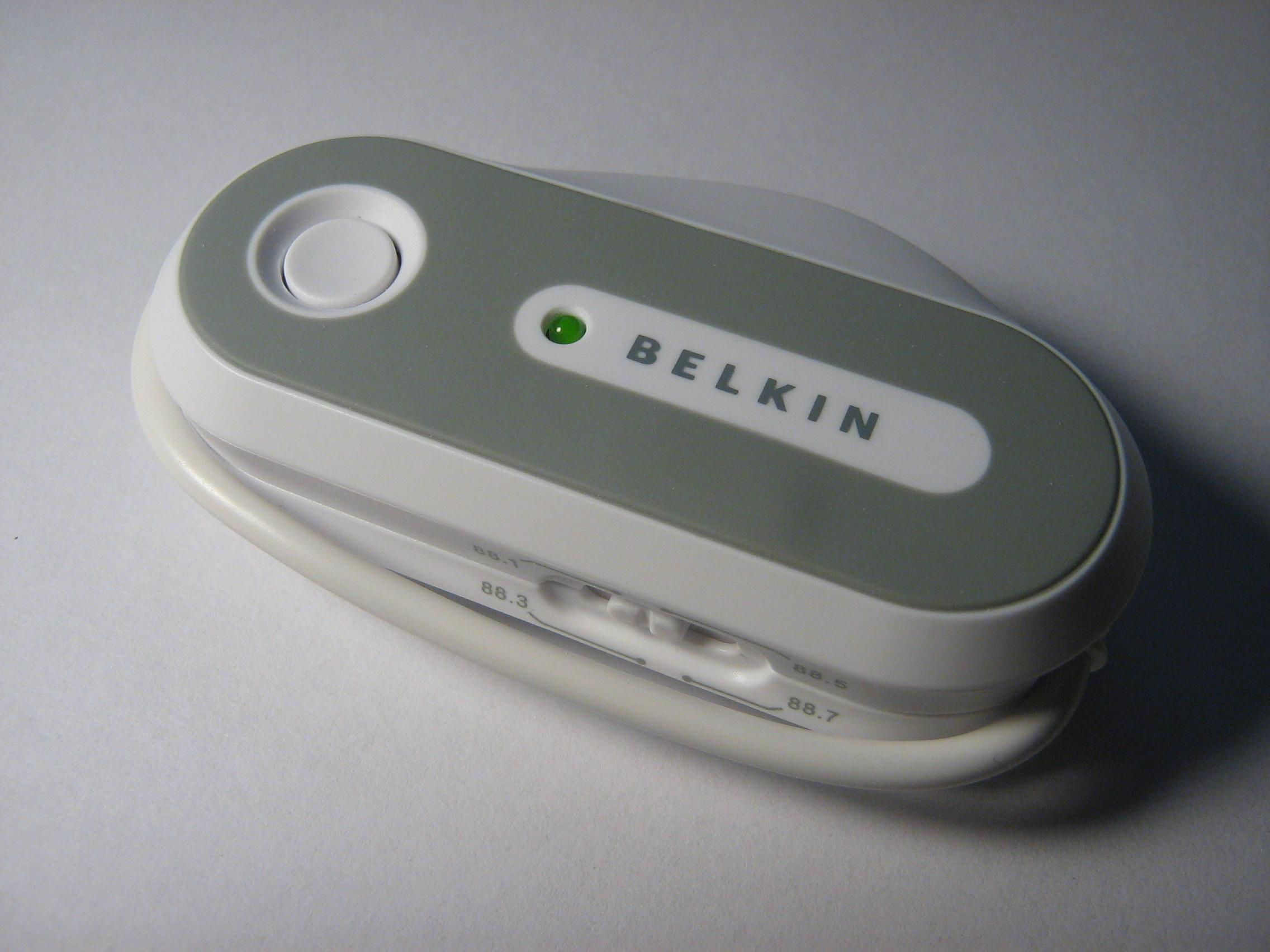
En FM-sändare från Belkin, för användning med vilken enhet som helst som har en 3,5mm hörlursuttag. Tillgängliga frekvensband är 88.1 - 88.3 - 88.5 - 88.7 MHz

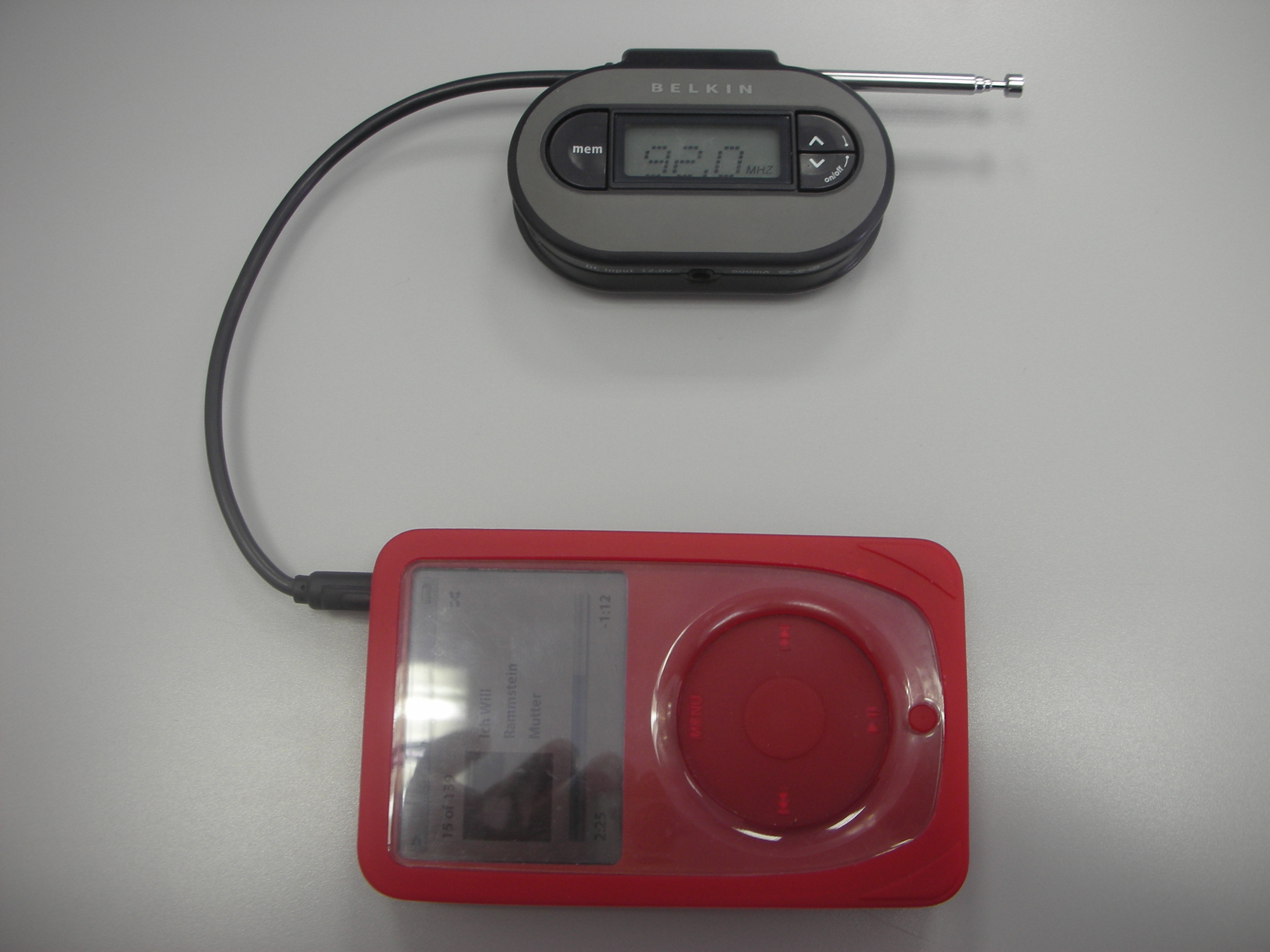
Belkin FM-sändare med en extern antenn ansluten till en mp3-spelare.

En FM-sändare är en radiosändare som använder frekvensmodulering för att modulera signalen på godtycklig frekvens. Frekvensmodulering kan användas på samtliga frekvensband även om andra moduleringstekniker såsom AM (Amplitudmodulering) och SSB (Enkelt sidband) är vanligast på de lägre frekvensbanden. Det man ofta tänker på när man hör ordet FM är rundradiobandet 88-108 MHz.
Det som står nedan är en beskrivning av små FM-sändare som numera är tillåtna att användas utan licens.
En enkel FM-sändare består bland annat av en transistor, kondensator, spole och en antenn.  För att sedan öka effekten (räckvidden) ansluts sändaren till ett slutsteg bestående av ytterligare några komponenter.
FM-sändare är ett tillbehör till MP3-spelare, bärbar CD-spelare, dator eller annan utrustning med 3,5 millimeters stereokontakt (hörlurskontakt) som gör det möjligt att sända det uppspelade ljudet till en radiomottagare. Populära användningsområden är i bilar där man kan spela upp ljudet från sin MP3-spelare på bilradion utan att behöva koppla in sladdar till bilstereon. Enligt lag så får en sådan ha max 50 nanowatt uteffekt  (vilket ger en räckvidd på cirka 10 meter) eftersom det annars kan störa ut annan radio. FM-sändarna fick sitt genombrott omkring sommaren 2007 då lagen verkställdes.

## FM-sändare för rundradio
FM-sändare kan även syfta på en sådan sändare som radiostationer använder för att täcka en hel stad eller större region. Sådana FM-sändare kan ha en uteffekt från några tiotal watt upp till några hundra watt (närradio), kring tusen watt (privat lokalradio) eller upp till sextio tusen watt (Sveriges Radios kanaler). Denna typ av FM-sändare består av en eller flera lådor monterade i 19"-elektronikrack och ansluts till externa antenner monterade i upp till 300 meter höga radiomaster.